# Fédération des syndicats coréens
La Fédération des syndicats coréens (Coréen: 한국노동조합총연맹, souvent appelée FKTU pour Federation of Korean Trade Unions) est un syndicat coréen affilié à la confédération syndicale internationale.

## Historique
Issue en 1960 de la Confederation of Korea Trade Unions (CKTU), la Federation of Korean Trade Unions (FKTU) a longtemps été le seul syndicat autorisé en Corée du Sud par le régime militaire. Après l'entrée de la Corée du Sud à l'OCDE en 1997, une seconde centrale syndicale a été autorisée, la KCTU.
La FKTU a entretenu des liens étroits avec les dirigeants du régime militaire du président Park Chung-hee, sa mise en place ayant été inspirée par la CIA sud-coréenne, la KCIA (source : B. Cumings, "Korea's place in the sun. A modern history", Norton, New York et Londres, 1997). 
Selon Cheong S. B. ("État, intellectuels et mouvements sociaux dans un nouveau pays industriel : la Corée du Sud", thèse de doctorat, EHESS, Paris, 1988), le mot d'ordre de la FKTU dans les années 1960 était que "le conflit de classes devait céder la place à la collaboration du manager et du travailleur".
Restée marquée par une culture peu contestataire, la FKTU compte un million d'adhérents, appartenant principalement aux secteurs de la métallurgie (114 000 adhérents fin 2001), de la chimie (116 000), de la banque et de la finance (114 000), des chauffeurs de taxi (105 000) et de l'automobile (84 000). 

## Sources
- Eric BIDET, Corée du Sud : économie sociale et société civile, L'Harmattan, collection "Innoval", 2003.